# قاسم أباد (كرند)
قاسم أباد (بالفارسية: قاسم‌آباد) هي مستوطنة تقع في إيران في Korond Rural District.